# Pierre Affre
Pour les articles homonymes, voir Affre.
Pierre Affre est un sculpteur toulousain né à Béziers vers 1590 et mort à Toulouse en 1669.

## Biographie
Son nom apparaît pour la première fois le 21 janvier 1617 quand il signe un acte d'achat de plâtre pour le compte de son maître Artus Legoust, sculpteur toulousain, dont on connaît l'activité entre 1607 et 1629.
On sait que, pour l'entrée solennelle de Louis XIII à Toulouse, participent à la décoration Arthus Legoust, Pierre Monge, architecte, qui avait dessiné le projet de stalles de la cathédrale en 1610, et Jean Chalette (1581-1644), originaire de Troyes, peintre des capitouls.
Il n'y a pas d'information sur lui jusqu'à son premier chantier fait comme maître en 1627. Les contrats se multiplient à partir de cette date.

Le 7 et 28 août 1627, il signe avec l'architecte Claude Pacot, un contrat pour "restaurer et racomoder" la statue de Clémence Isaure, fondatrice légendaire des Jeux floraux de Toulouse. Le dessin de la niche à construire dans le Grand Consistoire du Capitole a été donné par Jean Chalette. Pierre Affre et Claude Pacot vont collaborer sur quelques projets.
Le 6 janvier 1632 il signe son contrat de mariage avec Jeanne Alby. Il se remarie le 20 juin 1645 avec Isabeau Laureaux, veuve d'un orfèvre.
En 1634, il s'associe avec le menuisier Jacques Blanc pour la réalisation d'un tabernacle pour lequel Pierre Affre doit fournir les sculptures.
On le voit en 1635 associé au maître-gypsier Jacques Mouret pour la réalisation du retable de la confrérie de chirurgiens se trouvant dans une chapelle du cloître des Jacobins de Toulouse.
En 1636, tabernacle pour le couvent de Fongrave enAgenais.
Retable de la chapelle de Garaison, entre 1637 et 1640.
Le 30 décembre 1638, le peintre Nicolas Tournier, malade, fait son testament dans la maison de Pierre Affre où il loge.
En 1640, Pierre Affre travaille avec l'architecte toulousain Jacques Porthes pour la mise en place du tombeau de Marc-Antoine de Gourgues, président du Parlement de Bordeaux, et de son épouse Olive de Lestonnac dans l'église des Carmélites de cette ville. 
Entre 1645 et 1648, il réalise le somptueux retable du maître-autel de la basilique Saint-Sernin, disparu aujourd'hui.
On le retrouve en 1646 associé avec le tailleur de pierre toulousain Jacques Mercier pour l'installation de quatre fenêtres du bâtiment du Poids de l'huile situé à côté du Capitole. Jacques Mercier est connu pour sa participation aux travaux du Pont-Neuf de Toulouse en 1662.
En 1653, il travaille avec le maître-orfèvre toulousain Antoine Guillermy pour un buste-reliquaire de saint Julien pour l'église du Fauga. En 1655, il s'est associé avec le maître-orfèvre Bertrand Lacère pour un buste-remiquaire commandé par les consuls de Rabastens.
Il réalise en 1662 le projet de retable pour la chapelle des Carmélites de Toulouse. Ce retable est connu par des dessins de Pierre Affre.
Retable du collège Saint-Raymond de Toulouse, en 1667.
À la mort de Pierre Affre, en 1669, son atelier avait réalisé pendant près de quarante ans les commandes de sculpture les plus importantes de Toulouse. Marc Arcis a dix-sept ans.

## L'atelier de Pierre Affre
En 1669, à la mort de Pierre Affre, son atelier est repris par son fils François, mais il meurt en 1670. Son frère Simon est mineur et ne marque pas un grand intérêt pour la sculpture. 
C'est son gendre Antoine Guépin qui reprend l'atelier. Il a suivi les traces de son beau-père dans la réalisation de retables en bois, en pierre et marbre. On ne trouve plus trace de son nom dans des actes après 1690. 
L'atelier a probablement été repris par Gabriel Rossat, natif de Vienne, qui avait épousé une fille d'Antoine Guépin. Tous les deux avaient participé en 1689 à la réalisation du baldaquin de l'église Notre-Dame de la Dalbade. Son nom apparaît en 1702 dans un contrat pour sculpter des armoiries de pierre sur la maison du viguier.